# Palupera (stacja kolejowa)
Palupera – stacja kolejowa w miejscowości Palupera, w prowincji Tartu, w Estonii. Położona jest na linii Tartu - Valga.

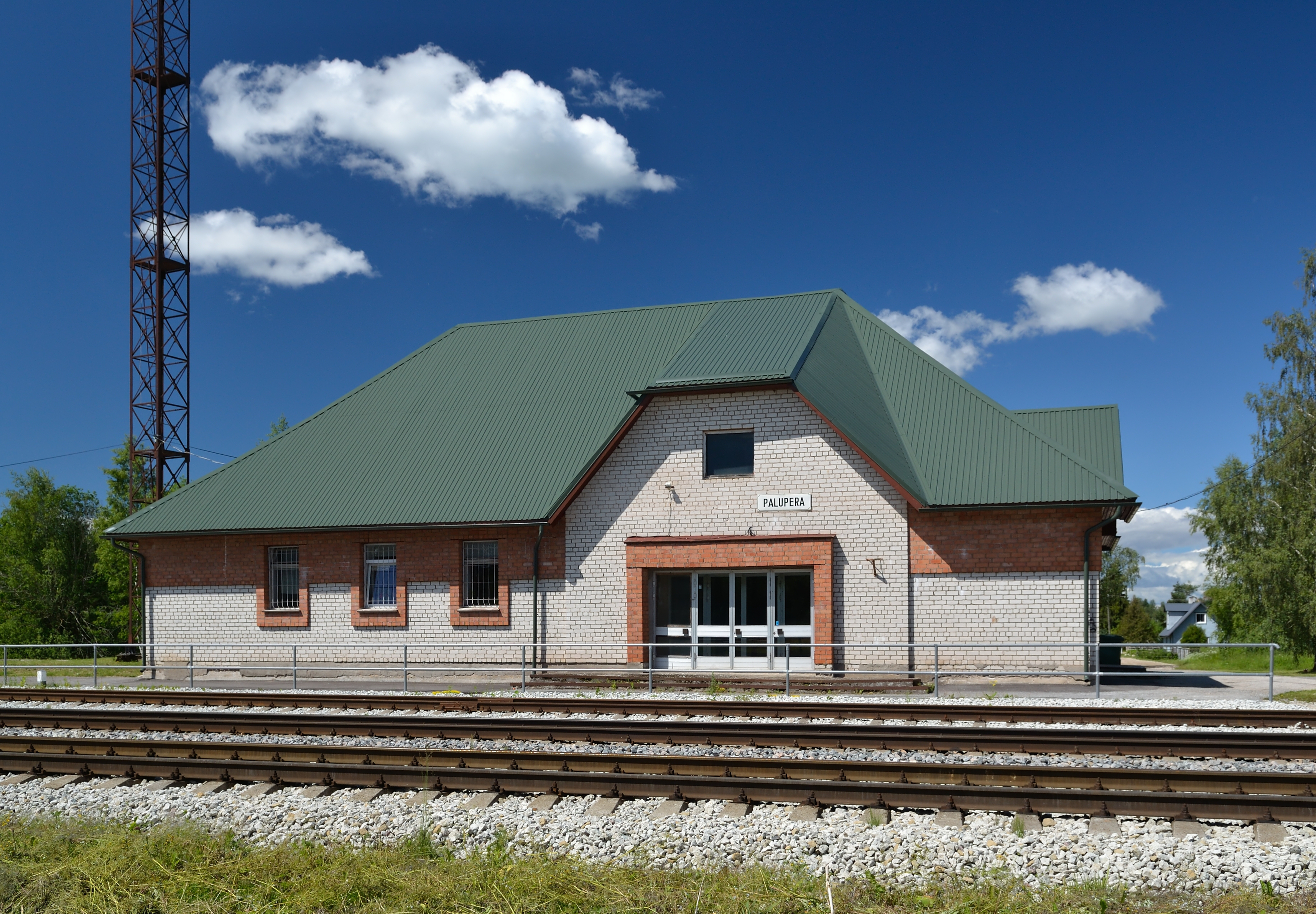
Budynek dworca
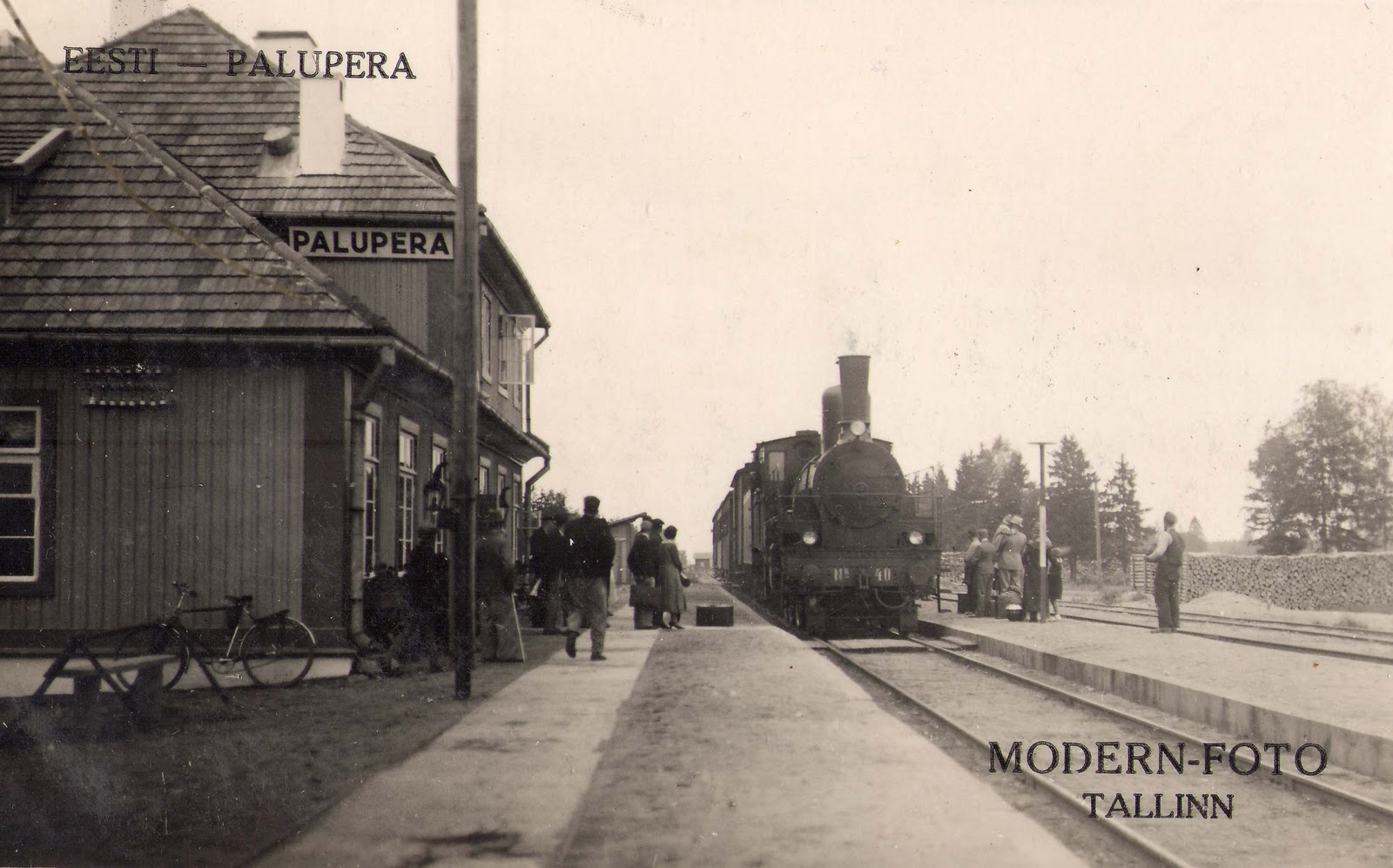
Stacja w okresie międzywojennym